# 사무라이 쇼다운 64
《사무라이 쇼다운 64》(Samurai Shodown 64)은 SNK가 제작한 3D 대전 격투 게임이다. 《사무라이 쇼다운》 시리즈 다섯번째 게임으로, SNK의 첫번째 3D 격투 게임이다. 자사가 개발한 하이퍼 네오지오 64 아케이드 기판으로 1997년에 출시됐다. 일본에선 《사무라이 스피리츠》(SAMURAI SPIRITS ～侍魂～)라는 단순한 제목으로 발매됐다.
1998년에 두번째 3D 게임 《사무라이 쇼다운 64: 무사의 분노》가 출시됐다.

## 줄거리
시간대상 《사무라이 쇼다운 II》으로부터 약 1년 후가 배경으로, 괴제 유가라는 의문의 사내가 20년 전에 악마의 힘을 심어놨던 태아들이 성장한 후 그들을 인형처럼 부려 전일본을 위협하는 사건을 다뤘다.

## 게임플레이
SNK가 자체개발한 아케이드 기판 하이퍼 네오 지오 64으로 제작돼, 기존의 2D 픽셀 그래픽에서 벗어나 3D 폴리곤 그래픽으로 개발됐다. 《사무라이 쇼다운 III》에서 도입됐던 버스트/슬래시 시스템을 계승해 매치 시작 전에 각 캐릭터마다 있는 두 가지 플레이 스타일 중 하나를 고를 수 있다. 스테이지 간 이동 연출 등의 효과도 삽입하였다.